# Флора Турции
По состоянию на 2000 год известно около 9300 видов растений, которые произрастают на территории Турции. Значение этого числа становится очевидным, если сравнить его с Европой в целом, где находят лишь на 24 % больше видов растений (около 11 500).
Важнейшей причиной большого биоразнообразия растений в Турции считают относительно большую долю эндемиков в сочетании с большим климатическим и почвенным разнообразием.

## Эндемики
Дэвис и др. (1988) подсчитали, что почти треть турецких видов растений (30,6 %) являются эндемичными в Малой Азии и прилегающих островах Эгейского моря. Для сравнения в Австрии соответствующий показатель составляет 1,56 %, а на Британских островах он ещё ниже.
Одна из причин эндемизма в турецкой флоре является горный и в то же время достаточно сильно фрагментирован рельеф Анатолии. На самом деле анатолийские горы напоминают архипелаги, такие как знаменитые Галапагосские острова. Со времён Дарвина известно, что географическая изоляция между островами или территориями, разделённых горами является важным фактором видообразования, что приводит к большому разнообразию. Для Анатолии это предположение объясняет концентрации эндемиков на весьма изолированных и относительно старых массивах, как Улудаг или Илгаз Даг, в то время как на молодых вулканических конусах, таких как Эрджияс Даг или Хасан Даг эндемиков в значительнгой степени меньше.

## Климат
Климат Турции чрезвычайно разнообразен. Центральная Турция имеет континентальный климат с холодной снежной зимой и жарким летом. На западном и южном побережье страны почти все время тепло — там субтропический, средиземноморский климат. На северном побережье страны морской климат влажный и умеренный. В западной половине выпадает более 1000 мм осадков в год, в восточной половине в среднем 2500 мм осадков в год.

## Важнейшие представители флоры
По числу видов род Астрагал (Astragalus) — самый крупный род турецкой флоры, что можно объяснить его приуроченностью к безлесным и сухим территориям. Распространение представителей этого рода резко увеличилось в результате деятельности человека. Пластичность этого рода достаточно высока. В зависимости от условий окружающей среды имеет большое разнообразие форм: от крошечных однолетних растений до небольших колючих кустарников. Одним из самых успешных форм турецкого астрагала является колючие формы, покрывающие поверхность гор в виде колючей подушки. Имеются характерные для сухих гор внутренней Анатолии. Такие колючки подушки является не только астрагал. Яркий пример конвергентной эволюции является колючие подушки сформированные с Onobrychis cornuta, что относится к бобовым. Но есть много колючих подушек из рода Acantholimon (Plumbaginaceae). Даже некоторые представители семейства Астровые (например, Centaurea urvillei, Centaurea iberica) и гвоздичных (например, Minuartia juniperina) развивалась в этом направлении.
Вторым по числу видов является род Verbascum (Коровяк) (норичниковые), третьим — род Centaurea (астровые). Для Verbascum Турция, очевидно, является центром распространения. Из примерно 360 видов по всему миру не менее 232 встречается в Турции, 79,4 % из которых — анатолийские эндемики. Большинство видов Verbascum защищены от потери воды и голодного скота плотной слоем древовидных микроволосинок.

## Флора по регионам

### Понтийские горы
На северных, более влажных склонах (количество осадков в Лазистан достигает 2 — 3 тыс. мм в год) широколиственные леса из дуба, бука, меняются смешанными и хвойными лесами и лугами; в западной части Понтийских гор представлена растительность типа маквис. На южных склонах горные степи и полупустыни чередуются с зарослями колючих кустарников и смешанными лесами.

### Тавр
Южные, крутые обрывистые склоны сильно увлажнены (1000 — 3000 мм осадков в год, максимум наблюдается зимой). До 800—1000 м они покрыты преимущественно маквис (земляничник, лавр, мирт, эрика древовидная); выше — леса из дуба, кипариса, а в верхнем поясе (до 2200—2400 м) — из сосны, пихты, ливанского кедра. У верхней границы леса — заросли можжевельника, луга. На относительно пологих северных склонах, где выпадает 300—400 мм осадков в год, — степная растительность, в восточной части Тавра — горные степи и полупустыни с колючими подушковидными кустарниками.

### Западный Тавр
Для побережных склонов передовых хребтов Западного Тавра характерны хвойные, преимущественно, сосновые леса. Ближе к Анатолийскому плоскогорью распространены степные и полупустынные ландшафты. Из хвойных здесь встречаются кустики арчи, ниже заросли барбариса. В засушливых местах широко распространены акантолимоны — низкорослые колючие растения, которые растут сообществами подушковидной формы, и другие ксерофиты.

### Центральный Тавр
До высоты 2000 м склоны гор Центрального Тавра покрывают протяженные хвойные леса. Породы очень разнообразны: сосна, ель, лиственница, несколько видов можжевельника. Выше границы леса во влажных лощинах встречаются альпийские луга, а в более засушливых местах произрастают растения азиатских высокогорных пустынь и полупустынь — полынь, ксерофиты и тому подобное.